# Дети-волчата
«Волчата» (нем. Wolfskinder — «дети волка») — прозвище детей (в основном, немецких), потерявших свои семьи в результате эвакуации Восточной Пруссии в 1945 году.
В результате хаоса при эвакуации гражданского населения из Восточной Пруссии (январь-март 1945) и массовой гибели беженцев, оказавшихся в зоне боевых действий, множество детей осиротели или потеряли свои семьи. Дети блуждали в поисках пропитания, рылись на мусорных свалках, добывая пропитание нищенством или воровством. Тысячи погибли, подверглись насилию или были похищены.
Были случаи, когда немецкие дети-сироты находили убежище в семьях советских офицеров, меняли фамилии и записывались русскими.

## В искусстве
Кинофильмы
- х/ф «Александр Маленький» (СССР, ГДР, 1981)
- д/ф «Wolfskinder» (Eberhard Fechner (Regie), Germany 1990, ISBN 3-939504-09-2), 120 мин.
- «Irgendwo gebettelt, irgendwo geklaut… Ein Wolfskind auf Spurensuche» (Ingeborg Jacobs (Regie), Hartmut Seifert (camera), first shown on May 5, 1994), Report, 30 мин.
- д/ф «Die eiserne Maria» (Ingeborg Jacobs (Regie), Hartmut Seifert (camera), first shown on March 13, 2002), 60 мин.
- «Die Kinder der Flucht. Part 2 Wolfskinder.» first shown on December 1, 2009. Directed by Guido Knopp. Regie Hans-Christoph Blumenberg. 2006.
- х/ф «Wolfskinder» (2013, Германия)